# Damien Delaney
Damien Finbarr Delaney, född 20 juli 1981 i Cork, Irland, är en irländsk före detta fotbollsspelare (försvarare) som senast spelade för Waterford. Han har även representerat Irlands landslag.

## Karriär
Delaney började sin karriär i Cork City. Han spelade därefter för Leicester City, Hull City och Queens Park Rangers innan han gick till Ipswich Town 2009. Han blev free agent efter att ha lämnat klubben i augusti 2012 och skrev då på för Crystal Palace. 
I juni 2018 signerade Delaney ett kontrakt med den irländska fotbollsklubben Cork City. I januari 2019 värvades han av Waterford.